# Савельев, Виктор Захарович
Савельев, Виктор Захарович (2 января 1875, Станица Ермаковская, Область Войска Донского — 1943, Сербия) — генерал-майор, участник Первой Мировой войны, кавалер Ордена Святого Георгия 4 класса.

## Биография
Православный. Из дворян Войска Донского, сын офицера. Казак станицы Ермаковской Области Войска Донского.
Образование получил в Донском кадетском корпусе (1894). В службу вступил 31.08.1893. Окончил Михайловское артиллерийское училище (1896). Выпущен в 10-ю Донскую казачью батарею. Позже служил в 4-й и 14-й Донских казачьих батареях.
Хорунжий (ст. 12.08.1896). Сотник (ст. 08.08.1898). Окончил Николаевскую академию Генерального штаба (1902; по 1-му разряду). Лагерный сбор отбывал в Одесском ВО.
Подъесаул (ст. 28.05.1902). Был прикомандирован к Офицерской кав. школе для изучения технической стороны кав. дела (02.10.1902-21.10.1904).
Капитан (ст. 28.03.1904). Ст. адъютант штаба 3-й кав. дивизии (14.11.1904-06.12.1907). Цензовое командование эскадроном отбывал в 3-м драг. Новороссийском полку (19.11.1905-09.12.1906).
Подполковник (ст. 06.12.1907). Штаб-офицер для поручений при штабе Туркестанского ВО (06.12.1907-28.06.1909). Помощник делопроизводителя Азиатской части Главного Штаба (28.06.1909-08.10.1911). Штаб-офицер заведующий обучающимися в Императорской Николаевской военной академии офицерами (08.10.1911-16.09.1914).
Полковник (ст. 06.12.1911). Участник мировой войны. Исполняющий должность начальника штаба Оренбургской каз. дивизии (16.09.1914-17.01.1915). И.д. начальника штаба 1-й Донской каз. дивизии (17.01.-17.10.1915). Награждён Георгиевским оружием (ВП 14.06.1915). Командир 9-го уланского Бугского полка (17.10.1915-12.11.1916). Ген-майор (пр. 20.01.1916; ст. 06.12.1915; на осн. Георгиевского статута). Награждён орденом Св. Георгия 4-й ст. (ВП 30.12.1915) и 3-й ст. (ВП 23.09.1916). На 10.07.1916 в том же чине командующий тем же полком. Начальник Елисаветградского кавалерийского училища (12.11.1916—02.1918).
В армии Украинской Державы. Ген. Хорунжий. Командир отдельного корпуса пограничной стражи. На 21.11.1918 в той же должности. Участник Белого движения. Состоял в резерве чинов Добровольческой армии (17.10.1918-01.1919). С 25.01.1919 командир сводного Донского казачьего корпуса 2-й Донской армии (до 03.1919). Командир 2-й Терской казачьей дивизии (16.03-04.04.1919). С 10.04.1919 командир Астраханской конной бригады. Ген-лейтенант (05.09.1919). С 27.06.1919 командир дивизии. Ранен в голову 27.08.1919; выбыл из армии по ранению.
С марта 1920 в эмиграции в Салониках (Греция); в Югославии (с 05.1920); в Болгарии (с 1929). Умер в 1943. Похоронен на кладбище города Вршац (Сербия).

## Награды
- ордена Св. Станислава 3-й ст. (1906);
- Св. Анны 3-й ст. (06.12.1909);
- Св. Станислава 2-й ст. (06.12.1912);
- Св. Владимира 3-й ст. с мечами (ВП 02.09.1915);
- Св. Владимира 4-й ст. с мечами и бантом (ВП 07.11.1915).